# 荷尔斯泰因体育场
荷尔斯泰因体育场（德語：Holstein-Stadion）是位于德国石勒苏益格-荷尔斯泰因州首府基尔的一座专用足球场，也是荷尔斯泰因基尔体育俱乐部的主场。这座市立体育场位于基尔北部的维克区，距市中心以北约5公里。它于1911年启用，经过多次改建和扩建，目前可容纳15,034名观众。荷尔斯泰因体育场是全德国最古老的二十个比赛场地之一，也是石勒苏益格-荷尔斯泰因州最古老的比赛场地。除了餐饮外，体育场范围还包括一座体育馆和北看台后方的训练场，以荷尔斯泰因基尔前主席（1921－1930年和1948－1949年）的名字命名为恩斯特·弗格训练场。